# Фото Дональда Трампа з піднятим кулаком

Одна з фотографій Вуччі, на якій зображений поранений Трамп, якого агенти Секретної служби ведуть у безпечне місце, з піднятим кулаком і американським прапором на задньому плані.

13 липня 2024 року американський професійний фотограф Еван Вуччі відразу після замаху на Дональда Трампа під час його передвиборчої кампанії зробив серію знімків пораненого Трампа з піднятим кулаком на тлі американського прапора, оточеного агентами Секретної служби США. Ці знімки швидко набули великої популярності.

## Передісторія
13 липня 2024 року на передвиборному мітингу в Батлері, штат Пенсільванія стріляли в колишнього президента та кандидата в президенти США Дональда Трампа.
Побачивши, що до Трампа поспішають агенти Секретної служби США, Еван Вуччі, головний фотограф Associated Press у Вашингтоні, округ Колумбія, вибіг на сцену і почав фотографувати. Вуччі сфотографував сотні політичних мітингів і раніше отримав Пулітцерівську премію в 2021 році у складі команди AP, яка висвітлювала протести через убивство Джорджа Флойда. «Я знав, що це був момент в американській історії, і його потрібно було задокументувати», — сказав він про замах.

## Фотографії
На фотографіях Евана Вуччі зображений Дональд Трамп за кілька хвилин після замаху. Його правий кулак піднято у повітря, на обличчі кров. Його оточують агенти Секретної служби США, один із яких дивиться в камеру. Прапор США майорить на задньому плані перед блакитним небом. На деяких фотографіях Вучі рота Трампа відкрито, коли він кричить «Боріться!». На інших губи Трампа підтиснуті. У невідредагованій версії Трамп тримає свою кепку MAGA у лівій руці.

## Оцінки
Знімки Трампа з піднятим кулаком названі коментаторами в ЗМІ одними з найкращих знімків в історії фотографії в США, нарівні з фотографіями прапора над Іводзимою і останками Центру міжнародної торгівлі після терактів 11 вересня, а також порівнюються зі знаменитими історичними полотнами.
Тайлер Остін Харпер з The Atlantic, описуючи одну з фотографій з відкритим ротом, написав, що вона «відразу стала легендарною» і «Хоч би як ви ставилися до людини в центрі фотографії, це, безсумнівно, одна з найбільших композицій в історії фотографії США». Харпер передбачив, що фотографія використовуватиметься у передвиборних матеріалах та рекламі, і що це зображення допоможе Трампу перемогти на виборах. Харпер писав: «Я не думаю, що буде перебільшенням сказати, що фотографія майже ідеальна, вона зроблена в крайньому примусі і розкриває сутність людини у всіх її протиріччях».

## Використання
Республіканці та союзники Трампа розповсюдили фотографію відразу після заходу. Деякі люди розколювали чорно-білий репринт цієї фотографії на своє тіло як татуювання.
Одна з фотографій Евана Вуччі вміщена на обкладинку журналу Time.
Канадський реп-виконавець Том Макдональд використав фотографію Трампа з піднятим кулаком як обкладинку для синглу You Missed, що вийшов через 12 годин після замаху і присвяченому йому.